# Leak Bros
Pour les articles homonymes, voir Leak.
Leak Bros. est un groupe de hip-hop américain, originaire de New York (Cage Kennylz), et de Newark (Take One).

## Biographie
Le duo est l'auteur d'un seul et unique album, Waterworld, paru en 2004 sur le label indépendant du DJ et producteur DJ Mighty Mi (du groupe The High & Mighty), Eastern Conference Records. Toutes les chansons de l'album sont consacrées au même thème, la PCP.

## Discographie
- 2004 :  Waterworld